# Aitor Monroy
Aitor Monroy Rueda (Madrid, 18 ottobre 1987) è un calciatore spagnolo, centrocampista dell'Azuqueca.

## Carriera

### Club
Il 1º luglio 2018 viene acquistato a titolo definitivo dalla squadra rumena del Dunărea Călărași.

## Palmarès

### Club

#### Competizioni nazionali
- Coppa di Moldavia: 1

Sheriff Tiraspol: 2014-2015